# Pirata simplex
Pirata simplex är en spindelart som först beskrevs av Ludwig Carl Christian Koch 1882.  Pirata simplex ingår i släktet Pirata och familjen vargspindlar. Inga underarter finns listade i Catalogue of Life.